# Компрессор Войтенко
Компрессор Войтенко — название метода получения высокоплотных струй плазмы, который был предложен советским физиком Анатолием Войтенко в 1964 году. Представляет собой адаптирование принципа действия кумулятивного заряда от своего первоначального предназначения пробивания толстой стальной брони к задаче ускорения ударных волн.
При реализации компрессора Войтенко пробный газ отделяется от кумулятивного заряда полым конусом из ковкой стали. Когда заряд детонирует, большая часть его энергии концентрируется на стальном конусе в центре, который при схлопывании выталкивает пробный газ перед собой. Скорость образующейся ударной волны в результате этих экспериментов составляла 67 км/с. В варианте компрессора Войтенко, в котором кумулятивный заряд ускорял газообразный водород и в котором на пути распространения ударной волны устанавливался тонкий металлический диск в качестве мишени, диск-мишень ускорялся примерно до 40 км/с. 
Одним из расширений этой технологии является взрывная алмазная наковальня, в которой используются несколько противоположных кумулятивных струй, выбрасываемых на центральную мишень в стальной капсуле. Так как при данном способе получения высокоплотных струй плазмы достижимы энергии более 100 кэВ и температуры порядка 109 К, то он подходит не только для изучения ядерного синтеза, но и для изучения других квантовых реакций более высокого порядка.